# Dover (Massachusetts)
Dover is een plaats (town) in Norfolk County, Massachusetts, Verenigde Staten. In 2009 had Dover een inwonertal van 6174 en 1849 huishoudens.